# Лёгкие крейсера типа «Аретьюза» (1935)
Лёгкие крейсера типа «Аретьюза» — тип лёгких крейсеров Королевского военно-морского флота Великобритании времён Второй мировой войны. Всего для британского флота построено 4 единицы: «Аретьюза» (Arethusa), «Галатея» (Galatea), «Пенелопа» (Penelope), «Аурора» (Aurora).
Свой крейсер «Аврора» был не только в русском флоте — в годы Второй Мировой его тезка служил в британском флоте. HMS Aurora участвовала во всех значимых морских операциях на европейском театре военных действий, будь то Норвежская кампания, нападение на Мерс-эль-Кебир, охота на «Бисмарка» или высадка десантов в Северной Африке, Италии и Нормандии, а после войны передан Китайскому флоту (как компенсация за реквизированные в войну катера), участвовал в гражданской войне в Китае, был сдан командой НОАК, затоплен после бомбардировок Гоминьдана, поднят и восстановлен уже как не боевое судно.

## История создания
Они проектировались для службы в составе главных сил флота — идейные наследники крейсеров-скаутов начала XX века, а одной из основных задач крейсеров была борьба с неприятельскими эсминцами. Должны были заменить в этой роли стареющие крейсера типов C и D. Тип «Линдер» для этой задачи оказался слишком большим и дорогим. К концу 1929 года были готовы пять проектов различного водоизмещения и различного вооружения (4×2 или 3×2 152 м орудия в башнях, 5×1 152 мм или 6×1 140 мм орудий с щитами). Для дальнейшей разработки выбрали 4200-тонный вариант с шестью 152 мм орудиями в башнях. К лету 1930 года были подготовлены эскизные проекты стандартным водоизмещением 4800 и 4850 т, представляющие собой корабль промежуточного типа между старыми крейсерами типов «С» и «D» и «Линдером». В результате усиления защиты водоизмещение возросло до 5000 тонн. Переход от линейной к эшелонной схеме размещения силовой установки обошёлся в дополнительные 500 тонн. В итоги в проект пришлось внести новые изменения направленные на снижение водоизмещения, удалось снизить до 5450 т на чём и остановились.

## Конструкция
Во время строительства впервые в британском военном кораблестроении широко применялась электросварка: сварными выполнялись обшивка носовой и кормовой оконечностей (примерно по 20 м), значительная часть бимсов, переборок, внутренних палуб. Клёпаными выполнялись только основные элементы набора, верхняя палуба, броневые плиты и элементы наиболее подверженные вибрации. Это позволило сэкономить более 200 т, в результате реальное водоизмещение «Аретьюз» оказалось ниже проектного.

### Корпус
Корпус крейсеров типа «Аретьюза» по компоновке и конструкции повторял корпус «Эмфайона».
Около трети длины корпуса занимал полубак, слегка поднимающийся к форштевню. Далее в корму его продолжал фальшборт, служивший дополнительной защитой шлюпок от заливания. Обводы корпуса — круглоскулые, с характерным скуловым изломом в носовой части. Корабли имели две сплошных палубы — верхнюю и главную; вне пределов котельных отделений простиралась также нижняя палуба. Корпус набирался по продольной схеме, на протяжении всей длины шло двойное дно. Конструктивная противоторпедная защита отсутствовала.

### Бронирование
Бронирование «аретьюз» соответствовало своему назначению — защищать от артиллерии эсминцев. На броню у них приходилось 11,8 % стандартного водоизмещения, что было больше чем 11,7 % у «Линдера» или 10,25 % у «вашингтонского» «Кента», а броневая защита большинства зарубежных лёгких крейсеров того времени (особенно французских и итальянских) была ещё хуже. Вся броня — гомогенная, нецементированная. Плиты пояса крепились на болтах, палубная броня — на заклепках. Броневой пояс толщиной 57 мм прикрывал отсеки энергетической установки, доходя по высоте, районе носового машинного отделения до верхней палубы, а в районе кормового машинного отделения — только до главной. Замыкали пояс 25,4-мм траверсы. Броневая 25,4- мм палуба проходила по верхней кромке траверсов и пояса. Отдельно 25 мм листами защищался рулевой привод.

### Артиллерийское вооружение
Главный калибр состоял из шести 152-мм орудий Mk.XXIII в трёх двухорудийных башнях Mk.XXI. Данная пушка стала основным оружием лёгких крейсеров британского флота, построенных в 1930—1940 годы (кроме типа «Дидо»). Она стала первой британской шестидюймовкой цельнотрубчатой конструкции — все предыдущие изготавливались методом наматывания проволоки.
Для 152-мм орудий имелось два типа снарядов — бронебойный и фугасный. Вес обоих равнялся 50,8 кг, вес взрывчатого вещества в первом 1,7 кг (3,35 %), во втором — 3,6 кг (7,1 %).
Скорость вертикального наведения — 5 — 7 °/с, горизонтального — 10 °/с. Вместимость погребов — 200 снарядов на орудие.

#### Зенитное вооружение
По проекту предполагались четыре 102-мм зенитки Mk.V в одинарных установках Mk.IV. Орудие Mk.V было принято на вооружение ещё в 1914 году и применялось на кораблях всех классов: линкорах, крейсерах, эсминцах, шлюпах. Первоначально оно предназначалась только для стрельбы по надводным целям, но к концу Первой мировой войны были разработаны зенитные установки. Установка Mk.IV не оснащалась щитом, имела массу 7,1 т, обеспечивала вертикальное наведение в от — 5 до +80°, практическая скорострельность составляла 14 выстрелов в минуту. Основными недостатками орудия были невысокая скорость наводки, неудобство ведения огня при малых углах возвышения из-за слишком высокого расположения затвора, вызванного естественной балансировкой ствола.
Автоматическое зенитное вооружение составляли пара счетверённых 12,7-мм пулемётов, Vickers .50, которые располагались рядом с носовой трубой на индивидуальных платформах, обеспечивающих широкий сектор огня.

### Энергетическая установка
Главная энергетическая установка состояла из четырёх турбозубчатых агрегатов Парсонса и четырёх трёхколлекторных паровых котлов Адмиралтейского типа. Все котлы имели пароперегреватели, подогреватели топлива и воздуха. Схема — эшелонная; котлы расположены попарно в двух котельных отделениях, в носовом котельном отделении котлы располагались побортно, в кормовом тандемом, ТЗА — в двух машинных. Рабочее давление пара в котлах — 24,61 кг/см² (24,29 атм.), температура — 343°С. Каждый агрегат имел мощность 16 000 л. с., что должно было обеспечить скорость хода (при полной нагрузке) в 31,25 узла, максимальная скорость при стандартном водоизмещении должна была составить 32,25 узла. Дальность хода составляла 5500 морских миль на ходу 15 узлов и 8200 миль на ходу двенадцать узлов.

## Служба
| Название   | Верфь                                               | Дата закладки       | Дата спуска на воду  | Дата ввода в строй  | Примечания                                     |
| ---------- | --------------------------------------------------- | ------------------- | -------------------- | ------------------- | ---------------------------------------------- |
| «Аретьюза» | Чатемская верфь                                     | 25 января 1933 года | март 1934 года       | 23 мая 1935 года    | Утилизирован в 1950-х                          |
| «Галатея»  | Scotts Shipbuilding and Engineering Company, Гринок | 2 июня 1933 года    | 9 августа 1934 года  | 4 августа 1935 года | Потоплен U-557 15 декабря 1941                 |
| «Пенелопа» | Harland and Wolff, Белфаст                          | 30 мая 1934 года    | 15 октября 1935 года | 13 ноября 1936 года | Потоплен U-410 18 февраля 1944                 |
| «Аурора»   | Портсмут                                            | 23 июля 1935 года   | 20 августа 1936 года | 12 ноября 1937 года | В 1948 году передан Китаю, утилизирован в 1958 |

## Оценка проекта
Лёгкие крейсера типа «Аретьюза» проектировались для службы при эскадрах, перед ними ставились такие же задачи, как и у одноимённых крейсеров времён Первой мировой войны. Сравнение «Аретьюзы» с предшественниками — крейсерами типа «D» — демонстрирует её преимущество по всем характеристикам, кроме бронирования. Бронирование обеспечивало достаточную защиту от артиллерии эсминцев, хотя в целом выглядело не слишком убедительно — усилить его в рамках отведенного водоизмещения не представлялось возможным. Можно констатировать, что в рамках данной концепции англичанам удалось создать весьма удачный корабль, но создать полноценный крейсер в рамках ограниченного водоизмещения в межвоенный период не удалось никому и «Аретьюзы» были лучшими среди посредственных. Рассчитанные на защиту от 120 мм снарядов эсминцев корабли не способны по-настоящему противостоять даже 135—140-мм артиллерии крейсеров, и имели дальность плавания, достаточную для операций в Средиземноморье и Северном море. Остойчивость и мореходность были прекрасными. А эшелонное расположение котлов и механизмов, спаренные 102-мм зенитки и их расположение обрели долгую жизнь в Королевском флоте.
| Сравнительные ТТХ крейсеров водоизмещением менее 6000 т | Сравнительные ТТХ крейсеров водоизмещением менее 6000 т | Сравнительные ТТХ крейсеров водоизмещением менее 6000 т | Сравнительные ТТХ крейсеров водоизмещением менее 6000 т | Сравнительные ТТХ крейсеров водоизмещением менее 6000 т | Сравнительные ТТХ крейсеров водоизмещением менее 6000 т     | Сравнительные ТТХ крейсеров водоизмещением менее 6000 т        | Сравнительные ТТХ крейсеров водоизмещением менее 6000 т | Сравнительные ТТХ крейсеров водоизмещением менее 6000 т |
| Основные элементы                                       | Эмиль Бертэн                                            | «Луиджи Кадорна»                                        | «Сэндай»                                                | «Даная»                                                 | «Перт»                                                      | «Аретьюза»                                                     | «Эмден»                                                 |                                                         |
| ------------------------------------------------------- | ------------------------------------------------------- | ------------------------------------------------------- | ------------------------------------------------------- | ------------------------------------------------------- | ----------------------------------------------------------- | -------------------------------------------------------------- | ------------------------------------------------------- | ------------------------------------------------------- |
| Водоизмещение, стандартное/ полное, т                   | 5886/6530                                               | 5323/7194                                               | 5900/7609                                               | 4970/5870                                               | 6980/8965                                                   | 5250/6700                                                      | 5600/6990                                               |                                                         |
| Энергетическая установка, л. с.                         | 102 000                                                 | 95 000                                                  | 90 000                                                  | 40 000                                                  | 72 500                                                      | 64 000                                                         | 46 500                                                  |                                                         |
| Максимальная скорость, узлов                            | 34                                                      | 36,5                                                    | 35,25                                                   | 29                                                      | 32,5                                                        | 32,25                                                          | 29                                                      |                                                         |
| Дальность плавания, миль на скорости, узлов             | 3600 (15)                                               | 3088 (16)                                               | 6000 (14)                                               | 5000 (15)                                               | 7000 (15)                                                   | 5500 (15)                                                      | 6750 (14)                                               |                                                         |
| Артиллерия главного калибра                             | 3×3 — 152-мм                                            | 4×2 — 152-мм                                            | 7×1 — 140-мм                                            | 6×1 — 152-мм                                            | 4×2 — 152-мм                                                | 3×2 — 152-мм                                                   | 8×1 — 149-мм                                            |                                                         |
| Универсальная артиллерия                                | 1×2, 2×1 — 90-мм                                        | 3×2 — 100-мм                                            | 2×2 — 76-мм                                             | 2×1 — 76-мм                                             | 4×2 — 102-мм                                                | 4×1 (4×2) — 102-мм                                             | 3×1 — 88-мм                                             |                                                         |
| Лёгкая зенитная артиллерия                              | 4×2 — 37-мм, 4×2 — 13,2-мм                              | 4×2 — 37-мм, 4×2 — 13,2-мм                              | —                                                       | 2×1 — 40-мм                                             | 3×4 — 12,7-мм                                               | 2×4 — 12,7-мм                                                  | -                                                       |                                                         |
| Торпедное вооружение                                    | 2×3 — 550-мм ТА                                         | 2×2 — 533-мм ТА                                         | 4×2 — 610-мм ТА                                         | 4×3 — 533-мм ТА                                         | 2×4 — 533-мм ТА                                             | 2×3 — 533-мм ТА                                                | 4×1 — 500-мм ТА                                         |                                                         |
| Бронирование, мм                                        | погреба — 30, палуба — 20, рубка — 20                   | пояс — 24+18, палуба — 20, башни — 23, рубка — 40       | пояс — 63, палуба — 28                                  | пояс — 76-57, палуба — 25, рубка — 75                   | пояс — 76, палуба — 32, башни и барбеты — 25, погреба до 89 | пояс — 57, палуба — 25, башни — 25, барбеты — 19, погреба — 76 | пояс — 50, палуба — 20 (скосы — 40)                     |                                                         |
| Экипаж, чел.                                            | 567                                                     | 694                                                     | 450                                                     | 450                                                     | 570                                                         | 500                                                            | 483-683                                                 |                                                         |